# La Haute-Côte-Nord
La Haute-Côte-Nord – regionalna gmina hrabstwa (MRC) w regionie administracyjnym Côte-Nord prowincji Quebec, w Kanadzie. Stolicą jest miejscowość Les Escoumins. Składa się z 9 gmin: 1 miasta, 7 gmin i 1 terytorium niezorganizowanego.
La Haute-Côte-Nord ma 11 546 mieszkańców. Język francuski jest językiem ojczystym dla 99,4%, angielski dla 0,3% mieszkańców (2011).